# حطب الذرة

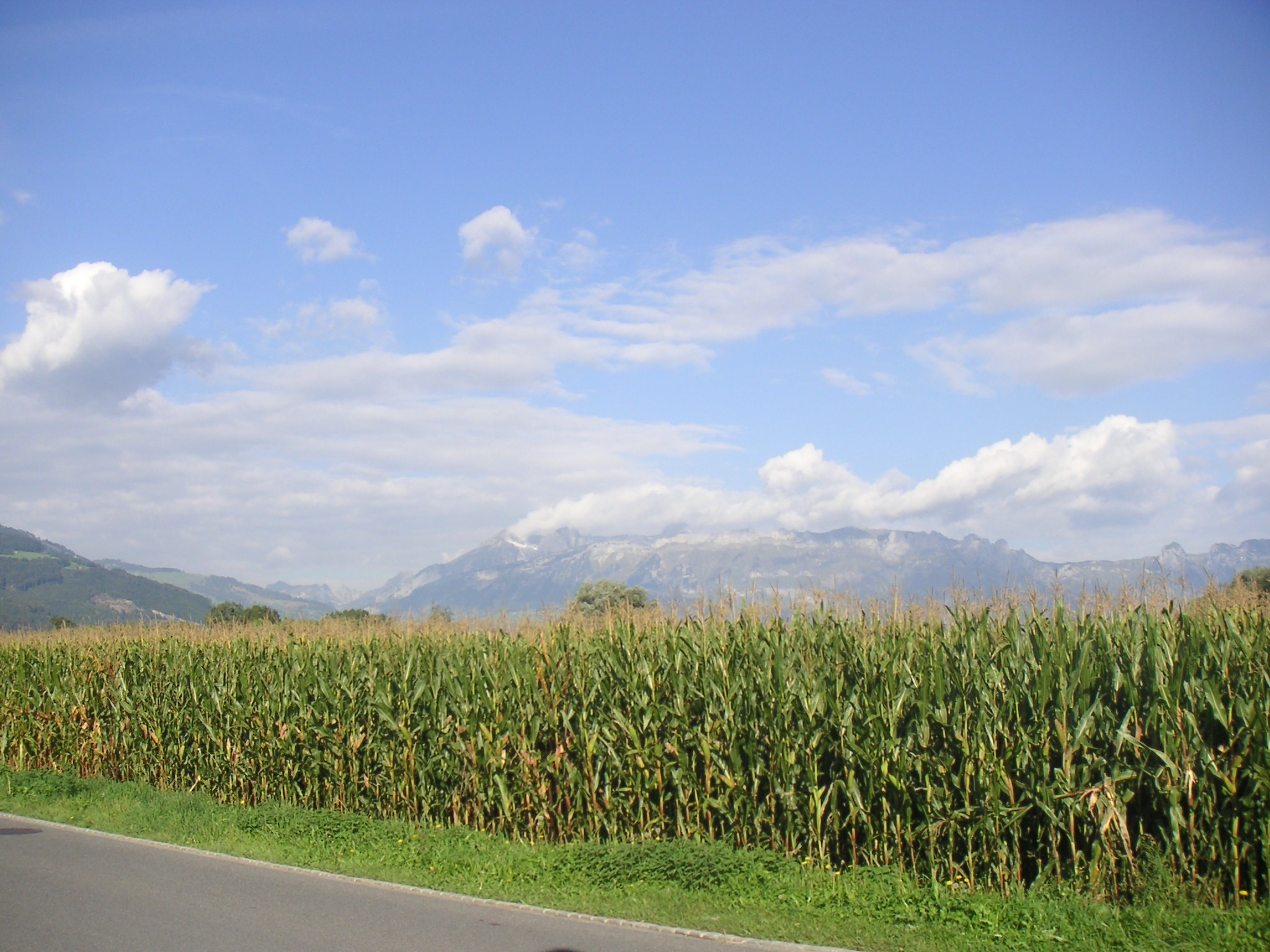
حطب الذرة بعد الحصاد في إحدى حقول جبال الألب

حطب الذرة هو مخلفات محصول الذرة بعد حصاده، وتشمل السوق والأوراق والكيزان المنتوفة.
أصبح حطب الذرة أحد المصادر المتجددة لإنتاج الإيثانول السليولوزي وهو أحد اشكال الوقود الحيوي، حيث أعلنت إحدى الشركات الأمريكية بولاية ساوث داكوتا اعتزامها بناء أول مصنع في الولايات المتحدة لإنتاج الإيثانول السيليلوزي على نطاق تجاري لاستخدامه في تشغيل السيارات. ويعتمد المصنع الجديد على أعواد وأوراق الذرة وليس حبوب الذرة، كما جرت العادة، لاستخراج الإيثانول.